# Zasedba Porurja
Zasedba Porurja leta 1923 je bil poskus Francije in Belgije, da si s silo povrneta vojno škodo iz prve svetovne vojne.
Nemci so se branili s pasivnim odporom, t. j. s splošno stavko in bojkotom zasedbenih oblasti in tudi z diverzijami. Izpad proizvodnje in vzdrževanje porurskega prebivalstva iz matične dežele je poglobilo povojno gospodarsko krizo v Nemčiji in povzročilo izjemno hitro inflacijo. Pasivni odpor se je končal decembra 1923, zasedbene enote pa so se dokončno umaknile avgusta 1925.

## Uvod
Nemčija je bila dolžna po versajski mirovni pogodbi (1919) pošiljati zmagovitim silam reparacije, ki so presegale njene gospodarske zmožnosti. Pri tem je bila najbolj brezkompromisna Francija. Zaradi neizpolnjevanja določil pogodbe so 8. marca 1921 francoske in belgijske čete v demilitarizirani coni zasedle mesti Duisburg in Düsseldorf. S tem so si zagotovile možnost nadzora prometa iz pristanišča Duisburg-Ruhrort in si pripravili izhodišče za morebitno zasedbo celotnega rensko-vestfalskega industrijskega območja.
Maja 1921 so bile na londonski konferenci reparacije zmanjšane na 132 milijard zlatih mark (nemška valuta od 1871, 0,358423 g čistega zlata) in izrečena grožnja, da bodo zmagovite sile zavzele Porurje, če weimarska republika ne bo pristala na londonski plačilni načrt. Nemška vlada je menila, da obveznosti ne more sprejeti in je odstopila, njena naslednica pa je ultimat sprejela.
Po izidu plebiscita v Gornji Šleziji, 20. marca 1921 (59,4 % za Nemčijo in 40,6 % za Poljsko), so Francozi vztrajali, da se provinca deli. Nemci so to razumeli kot velik poraz svoje dotedanje zunanje politike "izpolnjevanja zahtev" (tako dolgo dokler zahodnim silam ne bo očitno, da so neuresničljive). Odločno so se začeli bojevati proti francosko-poljski navezi, kar je pripomoglo k sklenitvi nemško-sovjetske rapalske pogodbe, 16. aprila 1922, in vzpostavitve gospodarskih stikov med Nemčijo in Sovjetsko zvezo (nemška oprema za sovjetska naftna polja v zameno za nafto). Ta sprememba v zunanji politiki je vplivala tudi na odnose na zahodni nemški meji.
Ker se nemška vlada ni čutila sposobna izpolnjevati določil londonskega plačilnega načrta, je januarja 1922 izsilila novo konferenco v Cannesu in spomladi 1922 svetovno gospodarsko konferenco v Genovi. Prejemniki reparacij so odstopili od zahteve plačevanja v denarju in sprejeli plačevanje v surovinah (jeklo, les, premog). 26. decembra je zvezna reparacijska komisija ugotovila, da nemške dobave spet zamujajo in 9. januarja 1923 izrazila mnenje, da Nemci dobave namerno zadržujejo; to je bilo Franciji in Belgiji povod za zasedbo Porurja.

## Zasedba in pasivni odpor
Med 11. in 16. januarjem 1923 so Francozi in Belgijci, najprej s 60.000, potem s 100.000 vojaki zasedli celotno Porurje, da bi si zagotovili premog in koks. Francoski zunanji minister Raymond Poincaré je računal na izenačitev statusa Porurja s statusom Posarja, ki je pripadalo Nemčiji le formalno, vse niti pa so držali v svojih rokah Francozi. ZDA in Velika Britanija sta na to izvršeno dejstvo gledali skeptično.
Zasedba je povzročila razburjenje po vsej Nemčiji. Vlada pod vodstvom nestrankarskega kanclerja Wilhelma Cuna je pozvala prebivalstvo k pasivnemu odporu: Franciji in Belgiji so prenehali pošiljati reparacije; industrija, uprava in promet so bili delno paralizirani s splošno stavko; industrijski obrati in uradi niso izpolnjevali ukazov zasedbenih oblasti. Francozi so se odzvali s kaznimi, izrečenih je bilo 150.000 kazni, vse do izgonov iz dežele. Člani nekdanjih prostovoljnih odredov in komunisti so začeli s sabotažami in napadi na zasedbene čete. Zasedbena oblast je odgovorila s povračilnimi ukrepi. Razmere so eskalirale in zahtevale 137 mrtvih. Francoske izposojenke so ponemčili.
Za plače kakih dveh milijonov porurskih delavcev je skrbela matična dežela s tiskanjem denarja. Izpad proizvodnje in davkov so poglobili povojno gospodarsko krizo. Inflacija je izredno hitro naraščala. Novi državni kancler Gustav Stresemann je ocenil razmere za nevzdržne in 26. decembra 1923 prekinil pasivni odpor. Protirepublikanske, reakcionarne sile na Bavarskem so prenehanje pasivnega odpora izkoristile kot pretvezo za vzpostavitev diktature na Bavarskem.

## Potem
Narodnogospodarska škoda zasedbe Porurja se ocenjuje na 5 milijard zlatih mark. Konec upiranja je omogočil denarno reformo v Nemčiji (z menjavo 1 : 1.000.000.000.000 so uvedli t. i. rajhsmarko) in na njeni osnovi sklenili nov dogovor o reparacijah. 
Na pritisk ZDA in Velike Britanije je Francija popustila. Sklenjen je bil sveženj gospodarskih sporazumov, ki so stabilizirali gospodarske razmere in politične odnose. Zasedba Porurja se je končala po Dawesovem planu avgusta 1925. Nemške reparacije so prilagodili dejanskim zmožnostim gospodarstva in ustanovili sklad, ki naj bi zagnal nemško gospodarstvo.